# Gwiezdne wrota (film)
Gwiezdne wrota (ang.: Stargate; fr.: Stargate, la porte des étoiles) – amerykański film przygodowo-science-fiction (Sci-Fi Adventure) wyreżyserowany przez Rolanda Emmericha w 1994. Na jego podstawie w 1997 został nakręcony serial Stargate SG-1, którego fabuła jest również osadzona w uniwersum Gwiezdnych wrót.

## Fabuła
W 1928 roku ekspedycja archeologiczna w Gizie odkrywa w okolicach piramid przedmioty, których nikt nie potrafi zidentyfikować oraz kamienne tablice pokryte hieroglifami i blisko 10-metrowej średnicy pierścień wykonany z metalu, który nie występuje na Ziemi. Po kilkudziesięciu latach Siły Powietrzne Stanów Zjednoczonych rozpoczynają badania nad znalezionym tam urządzeniem i dokonują starań przetłumaczenia znaków na okrywających je kamiennych blokach. Po dwóch latach niepowodzeń, dr Catherine Langford, która pracuje nad znaleziskiem, werbuje Daniela Jacksona – doktora archeologii i specjalistę od kultury starożytnego Egiptu. Dokonuje on poprawnego tłumaczenia hieroglifów z pokryw znalezionych razem z Gwiezdnymi wrotami, które okazują się być urządzeniem umożliwiającym podróże na inne planety. Po odnalezieniu przez dr Jacksona siódmego symbolu potrzebnego do ich uruchomienia udaje się ustanowić połączenie między Ziemią a planetą Abydos. Przez wrota zostaje wysłana sonda, która potwierdza, że występują tam warunki atmosferyczne bardzo zbliżone do ziemskich.
Siły Powietrzne Stanów Zjednoczonych wysyłają ośmioosobową drużynę zwiadowczą ze zgorzkniałym po śmierci syna pułkownikiem O’Neilem na czele i dr Jacksonem. Na Abydos Wrota przestają być aktywne i ekipa zostaje uwięziona na pustynnej planecie. Po jakimś czasie Daniel natyka się na tamtejszy gatunek zwierzęcia, który ciągnie go do siedlisk tamtejszej cywilizacji, która wydaje się być czymś zmartwiona. Jackson, O’Neil i dwóch innych członków ekspedycji zostaje w mieście owej cywilizacji, a pozostali niedaleko piramidy z wrotami. Tubylcy zachowują się przyjaźnie wobec przybyszów, a Jackson zaprzyjaźnia się z piękną Sha'uri. Podczas nieobecności czterech członków ekspedycji koło piramidy przylatuje statek boga Ra, który sprawuje władzę nad planetą. Więzi on czterech komandosów, zabijając jednego z nich. Okazuje się, że jest on kosmitą, który przemierza wszechświat w poszukiwaniu nosiciela. Kontroluje on planetę, zmuszając cywilizację, z którą zaprzyjaźniła się ekipa O’Neila i Jacksona, do niewolniczej pracy, strachem i terrorem wymuszając posłuszeństwo. Niewolnicy są potomkami ludzi przetransportowanymi ze Starożytnego Egiptu. Wierząc, że imperator jest naprawdę bogiem, bez sprzeciwu zgadzają się dla niego pracować. Ra postanawia odesłać przez Gwiezdne wrota na Ziemię bombę atomową przywiezioną przez drużynę O’Neila wzbogaconą minerałem wydobywanym na Abydos, który zwiększy jej moc stokrotnie. O’Neil, Jackson i dwaj pozostali zaniepokojeni brakiem sygnałów wracają pod piramidę.
Tam ponownie dopadają ich ludzie Ra, zabijając dwóch członków ekspedycji i więżąc O’Neila. Ra próbuje zmusić Jacksona do uśmiercenia O’Neila i pozostałych, ten jednak umożliwia ucieczkę komandosom i upokarza imperatora. W kryjówce niewolników O’Neil wyjawia, że w razie zagrożenia ekipa komandosów miała wrócić na ziemię, a on – zniszczyć wrota i zostać na miejscu, gdyż po śmierci syna nie chciało mu się już dłużej żyć. Ziemianie postanawiają jednak pomóc mieszkańcom Abydos. Tłumaczą im oszustwo Ra i wzniecają powstanie. Wkrótce dochodzi do ostatecznej bitwy. Po długiej i bardzo krwawej bitwie Ra w obliczu klęski postanawia uciec. Wcześniej jednak ziemianom i niewolnikom udało się podłożyć bombę w jego statku, która wybucha kilka minut po starcie. Mieszkańcy Abydos są wolni. Po wykonanej misji Daniel postanawia pozostać na Abydos razem ze swoją nową żoną Sha’uri, a O’Neil z pozostałymi członkami ekspedycji wracają przez Gwiezdne wrota na Ziemię.

## Obsada
- Kurt Russell – pułkownik Jonathan „Jack” O’Neil
- James Spader – dr Daniel Jackson
- Jaye Davidson – bóg słońca Ra
- John Diehl – podpułkownik Charles Kawalsky
- French Stewart – porucznik Louis Feretti
- Erick Avari – Kasuf
- Alexis Cruz – Ska’ara
- Mili Awital – Sha’uri
- Djimon Hounsou – Horus
- Carlos Lauchu – Anubis
- Viveca Lindfors – dr Catherine Langford
- Leon Rippy – generał West
- Christopher John Fields – porucznik Freeman